# Самадхи
 Тази статия е за йогийското понятие.  За будисткото понатия вижте Самадхи (будизъм).  
Самадхи (на санскрит: समाधि) е йогийско състояние на свръхсъзнание, постигнато в резултат на продължителна практика на медитация (дхяна). В Йога сутра самадхи е осмото и последно стъпало, водещо към крайната цел – кайваля. Самадхи се описва като единно състояние на съзнанието, в което умът става еднонасочен (екаграта) и съзнанието на медитиращия се слива с обекта на медитацията.
Според Вяса, автор на Бхагавад гита, „йога е самадхи“. Това обикновено се тълкува в смисъл, че самадхи е състояние на пълен контрол (самадхана) над функциите и разсейванията на съзнанието. Самадхи се описва като осъзнаване на собственото съществуване без мислене, в състояние на недиференцирано битие, съпътствано от блаженство (ананда) и щастие (сукха). Самадхи се дели на две основни категории: савикалпа и нирвикалпа.
Савикалпа самадхи (сампраджната самадхи според Йога сутра) е временно състояние на свръхсъзнание, в което се осъзнава реалността на Аза (атман), но в същото време умът не е напълно овладян, в него все още има калпа (въображения, желания или други „произведения“ на ума), които поддържат представата за двойственост. Савикалпа самадхи е изпълнено с блаженство, но при излизане или „спускане“ от това ниво на съзнание, преживяването на блаженство остава спомен. Патанджали разделя в Йога сутра сампраджната самдхи на четири етапа:
1. Савитарка („със съмнение или догадки“): интуитивно преживяване, смесено с аргументативен или съмняващ се ум;
2. Савичара („с размишление“): интуитивно преживяване, смесено с интелект, воден от различаването;
3. Сананда („с блаженство“): интериоризирано интуитивно преживяване, тълкувано като чита или чувство, проникнато от блаженство
4. Сасмита („с аз или индивидуалност“): интутитивно преживяване, смесено с чисто състояние на съществуване.[1]

Нирвикалпа самадхи (асампражната самадхи) е крайната цел. В него няма вече калпа, умът е напълно овладян. В нирвикалпа самадхи се възприема единството на битието. Това е състояние на чисто съзнание, съвършенство, пълнота, блаженство, щастие, екстаз. Нирвикалпа самадхи води до освобождение на индивидуалната душа, мокша, кайваля или нирвана. Пребиваването в нирвикалпа самадхи, докато се извършват нормални дейности в света се нарича сахаджа самадхи.
В нирвикалпа самадхи привързаността към материалния свят и цялата минала карма се унищожава. Съзнанието постепенно се оттегля от физическото, астрално и каузално тяло, докато не се постигне себереализация, единение с душата. Единението с атман (душата) е напълно съзнателно, а клетките на физическото тяло са облени от океана на божествената любов и божественото блаженство за часове, дни, седмици, докато индивидът възвърне съзнанието си от душата отново към тялото. Функционирайки напълно нормално в света, той/тя остава в досег с божествената реалност. Самадхи може да бъде съпътствано от подобряване на здравето (тялото се поддържа от Божествената благодат), по-добри чувства (дори и към хора, които са били омразни) и различни чудеса.

## Махасамадхи
Махасамадхи е термин, използван за съзнателното напускане на тялото от великите йоги при смъртта. Самадхи е също името на малки храмове, които се изграждат в памет на хора, за които се вярва, че са преминали в махасамадхи.